# Saint-Pierre-en-Port
Saint-Pierre-en-Port är en kommun i departementet Seine-Maritime i regionen Normandie i norra Frankrike. Kommunen ligger i kantonen Valmont som tillhör arrondissementet Le Havre. År 2022 hade Saint-Pierre-en-Port 833 invånare.

## Befolkningsutveckling
Antalet invånare i kommunen Saint-Pierre-en-Port
| Referens: INSEE |